# SN52/SN60
SN52/SN60 – seria niskoperonowych spalinowych wagonów silnikowych, napędzanych silnikiem Diesla. Były produkowany przez węgierskie zakłady Ganz-MÁVAG Budapeszt i do eksploatacji w PKP weszły w latach 50. XX wieku.

## Historia

### Geneza
W 1948 roku PKP posiadała na stanie 45 wagonów motorowych, głównie niemieckiej produkcji, pochodzących z ziem odzyskanych. Jednak czynnych wówczas było osiem takich składów. Wykonana przezeń praca 138 tys. pociągokilometrów była około 50 razy mniejsza niż 10 lat wcześniej. Pod koniec lat 40. na stan PKP wracały też pojedyncze wagony silnikowe z przedwojennego parku, ale z uwagi na ich stan i brak możliwości zakupu nowych zespołów napędowych nadawały się jedynie do przebudowy na wagony doczepne. W tymże roku 1948 PKP otrzymały 290 parowozów i 200 wagonów i 15 tysięcy węglarek, jednak w ówczesnych warunkach ze względu na brak producentów silników i przekładni trakcyjnych o wznowieniu budowy spalinowych pojazdów nie mogło być mowy. Co więcej izolacja polityczna i gospodarcza krajów bloku wschodniego utrudniała możliwość wznowienia przedwojennych kontraktów z zagranicą, bez czego szybkie uruchomienie produkcji taboru spalinowego było niemożliwe. Dokonany w 1949 roku zakup trzech wagonów SD80 przez PKP we włoskich zakładach Officine Meccaniche w Mediolanie był jedyną tego rodzaju inwestycją dokonaną w Europie Zachodniej. Konieczność produkcji parowozów dla wzrastającego ruchu towarowego i problemy z odbudową trakcji elektrycznej spowodowały zepchnięcie spraw rozwoju trakcji spalinowej na dalszy plan. Dopiero po kilku latach od zakończenia II wojny światowej odnośnie do zakupu większej partii taboru kolejowego za granicą. W okresie międzywojennym trakcja spalinowa w Czechosłowacji była w większym stopniu rozwinięta niż na Węgrzech, gdzie kilka rodzimych wytwórni dostarczyło ČSD 600 wagonów rozmaitych rodzajów nie tylko z przekładnią mechaniczną, ale również elektryczną. Jednak Polska nie miała dotąd żadnych kontraktów w tym zakresie z czechosłowackimi producentami, a w pozostałych krajach bloku wschodniego nie było możliwości zakupu spalinowego taboru potrzebnego dla PKP. W końcu wybór padł na węgierskiego Ganza, który wkrótce odegrał istotną rolę w dostawach spalinowego taboru dla Polski.

## Konstrukcja

### Pudło
Ostoja pudła stanowiła spawaną konstrukcję z kształtowników i blach stalowych. Pod ostoją znajdowały się przymocowana skrzynia na akumulatory i skrzynia na bagaż oraz pojemnik na narzędzia. Wagon miał nienawskrośne urządzenie cięgłowe o wytrzymałości 65 ton i zderzaki tulejowe, a na czołownicach sprzęgi powietrzne, co umożliwiało łączenie pojazdu z innym taborem, względnie włączanie do składu pociągu. Dla zmniejszenia oporu powietrza urządzenia pod wagonem były obudowane fartuchem na całej długości pudła z wykrojonymi na wysokości wózków. Szkielet pudła był spawany z walcowanych i tłoczonych kształtowników. Poszycie wykonano z blachy stalowej z dodatkiem miedzi w celu podwyższenia odporności na korozję. Grubość wynosiła 2 mm dla pokrycia ścian i 1,5 mm dla pokrycia dachu.

## Eksploatacja

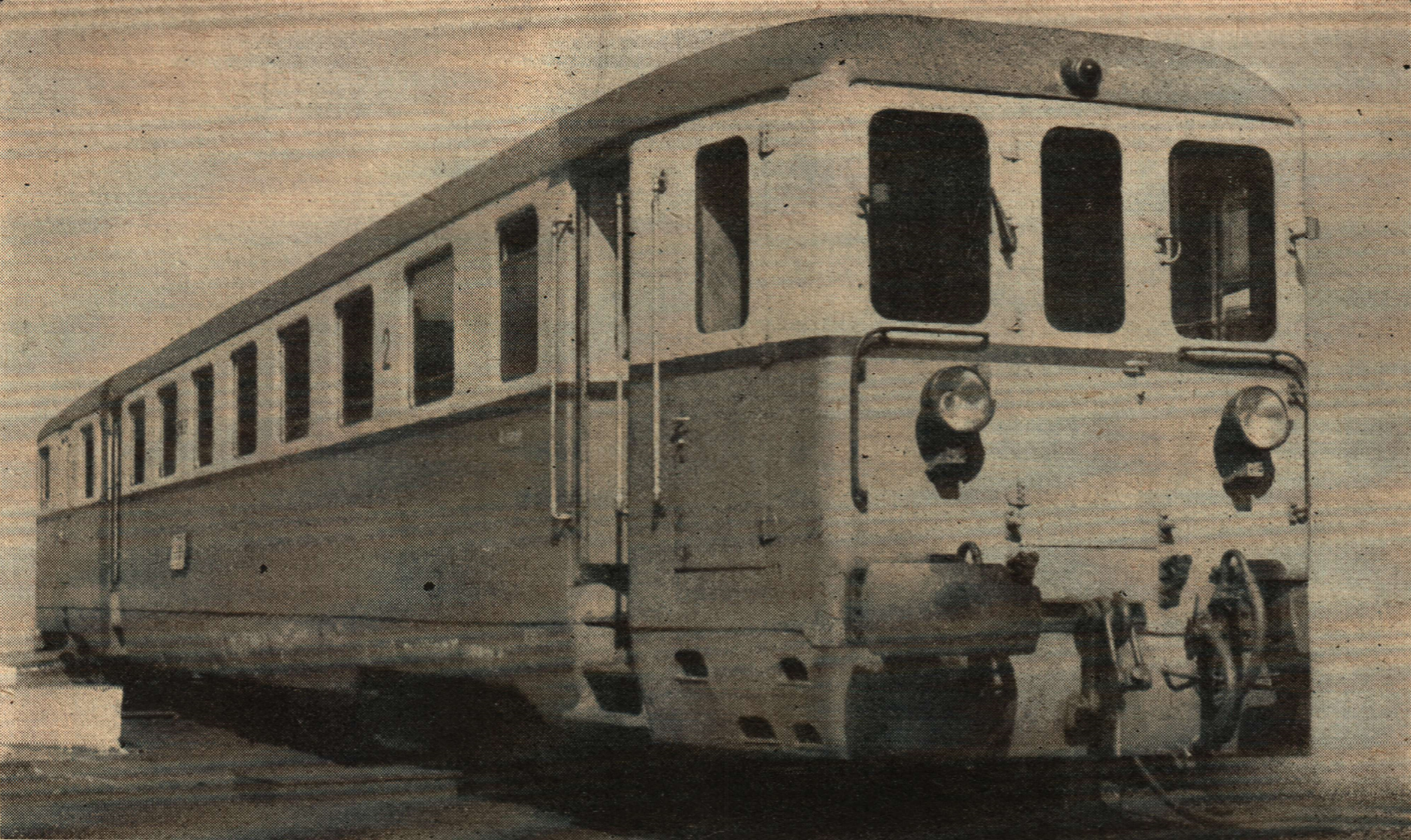
Wagon serii SN52 przed modernizacją

### SN52
Latem 1950 roku Polskie Koleje Państwowe złożyły zamówienie w węgierskiej fabryce Ganz-MÁVAG na 50 wagonów motorowych MsCmix i 50 wagonów doczepnych Bix 52 bez kabin sterowniczych, a pierwsze węgierskie wagony motorowe weszły do regularnej eksploatacji we wrześniu 1954 roku rozpoczynając kursowanie na odcinku Gdańsk – Pruszcz Gdański – Kartuzy – Lębork. Początkowo wagony serii MsCmix przydzielono do DOKP Gdańsk (35 sztuk), DOKP Warszawa (10 sztuk) i DOKP Kraków, gdzie stacjonowały cztery egzemplarze. Już w 1955 roku węgierskie wagony motorowe zdominowały obsługę linii o znaczeniu miejscowym takie jak: Pruszcz Gdański – Lębork, Kwidzyn – Prabuty – Biskupiniec Pomorski Miasto, Iława – Nowe Miasto Lubawskie – Lubawa, Grudziądz – Laskowice – Czersk – Bąk, Czersk – Smętowo – Opalenie Tczewskie. Ponadto obsługiwano też parę dłuższych relacji takich jak: Laskowice Pomorskie – Bydgoszcz Główna – Zduńska Wola, czy Laskowice Pomorskie – Więcbork – Piła.
Dostawy zakończono w listopadzie 1955 roku po odebraniu wagonu MsCmix o numerze 090 149, późniejszego SN52-48, którego przydzielono do DOKP Gdańsk. W 1956 roku po likwidacji 3 klasy wagony motorowe otrzymały oznaczenie serii jako MSBmix. W 1960 roku zmieniono oznaczenia na SN52 z których otrzymały numerację od 01 do 48. Wówczas dwa wagony o numerach 090 121 i 090 123 z DOKP Warszawa zostały skreślone z inwentarza i nigdy nie otrzymały obowiązujących od początku lat 60. oznaczeń PKP. Wprowadzenie do eksploatacji serii SN52 pozwoliło na zastąpienie włoskich wagonów motorowych serii SD80.
Pozytywne doświadczenia z eksploatacji SN52 skłoniły Polskie Koleje Państwowe do powierzenia zakładom Ganz-MÁVAG wyprodukowania i dostarczenia 250 sztuk pojazdów nowej serii SN61.
Wagony z DOKP Warszawa przydzielono do lokomotywowni w Łukowie i Czeremsze. Wagony z Łukowa obsługiwały przede wszystkim połączenia do Pilawy i Skierniewic. A w pewnym okresie również pociągi do Siedlec oraz ze Skierniewic do Łowicza. Z kolei wagony przydzielone do Czeremchy obsługiwały połączenia Bielsk Podlaski – Hajnówka – Białowieża i Czeremcha – Hajnówka – Cisówka, a także Czeremcha – Bielsk Podlaski i Czeremcha – Siedlce. W niektórych latach z Siedlec wagony serii SN52 kursowały do Mińska Mazowieckiego, bądź Łukowa.
Najmniej liczna grupa pojazdów serii SN52 o numerach 11, 12, 13 i 37 została przydzielona do lokomotywowni Kraków w celu odtworzenia najstarszego na PKP istniejącego od 1927 roku ośrodka utrzymania trakcji spalinowej. Krakowskie wagony poza obsługą najmniej obciążonych połączeń (do Nowej Huty, Niepołomic i Wieliczki) w obrębie samego węzła kursowały również na połączeniach Siersza Wodna – Trzebinia Północna – Bolęcin, oraz Chrzanów – Bolęcin – Spytkowice – Wadowice- Sucha i Trzebinia – Chrzanów – Oświęcim. W latach 1963–1964 wszystkie wagony motorowe SN52 oprócz egzemplarza o numerze 37 skreślonego dnia 4 października 1965 roku na skutek uszkodzeń przekazano z Krakowa do DOKP Gdańsk. Późną jesienią 1966 roku wszystkie SN52 z warszawskiej dyrekcji trafiły również do DOKP Gdańsk od tego momentu do końca eksploatacji wszystkie pojazdy były w dyspozycji dyrekcji gdańskiej. Wyjątkiem był SN52-11, który tymczasowo trafił do dyrekcji katowickiej gdzie od marca 1971 do lipca 1972 roku był przydzielony do lokomotywowni w Tarnowskich Górach.
W 1963 roku seria SN52 została wycofana z gdańskiej motowozowni, a kilka pojazdów trafiło również do Chojnic, gdzie eksploatowana była wówczas seria SN60. Od 1966 roku wagony serii SN52 przydzielono do lokomotywowni w Olsztynie, gdzie, przy czym dla jednego z tamtejszych wagonów wydzielono odrębny turnus obsługiwanymi drużynami z Korsz. W listopadzie 1974 roku do MD Korsze trafił dwa pojazdy o numerach 22 i 43 kiedy wycofano tę serię z Olsztyna, ale już we wrześniu następnego roku obie trafiły do Grudziądza. W 1971 roku seria SN52 zaczęła stacjonować w lokomotywowni w Zajączkowie Tczewskim, gdzie w 1977 roku zostały zastąpione na krótko przez serię SN60 przekazaną z Chojnic. W 1978 roku seria SN52 była utrzymywana tylko przez lokomotywownię Grudziądz i Laskowice Pomorskie.
W 1984 roku w grudziądzkiej lokomotywowni były czynne tylko dwa egzemplarze SN52 o numerach 25 i 48. Ten pierwszy razem z niesprawnym od dwóch lat wagonem SN52-40 przekazano do lokomotywowni Laskowice dnia 1 marca 1985 roku, która była ostatnim miejscem eksploatacji tej serii. Do lutego w tejże lokomotywowni pracowały dwa inne egzemplarze o numerach 32 i 34. Na krótki czas został uruchomiony wagon SN52-40, który pracował do maja, a 14 stycznia 1986 roku służbę zakończył wagon SN52-25.
11 czerwca 1986 roku wagon motorowy SN52-38 został odstawiony jako ostatni pojazd tej serii został odstawiony w Laskowicach Pomorskich, a następnie skreślony 30 czerwca 1986 roku i przekazany do Muzeum Kolejnictwa w Warszawie.

### SN60

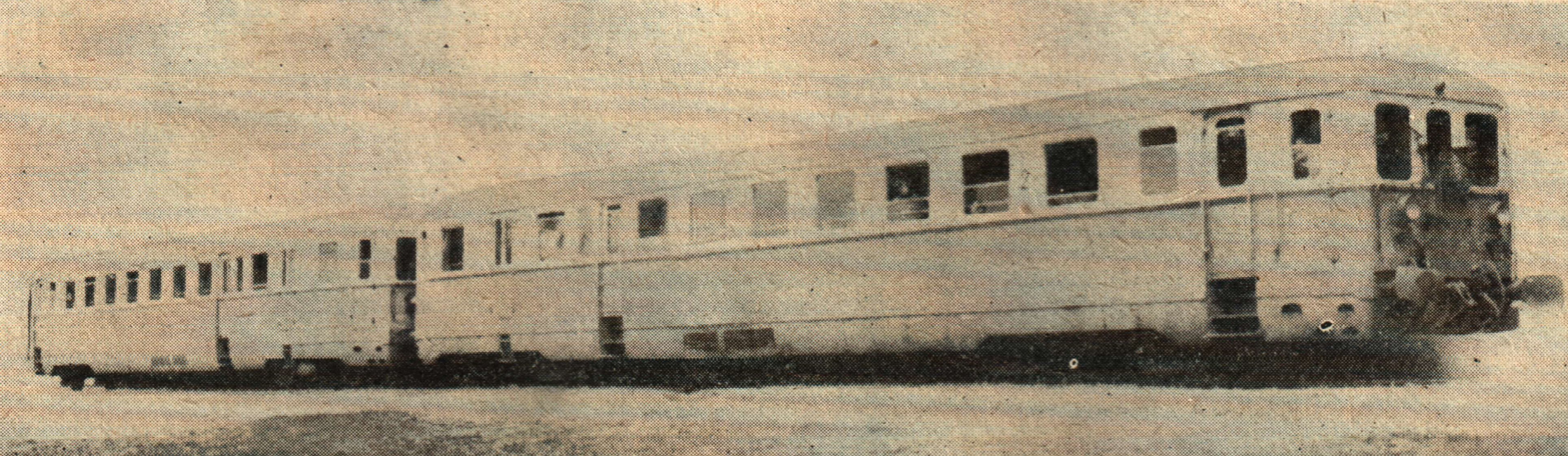
Wagon spalinowy serii SN60

Pierwsze dwa egzemplarze wagonów serii MSCmix ze sterowaniem elektropneumatycznym dostarczono 17 kwietnia 1956 roku, a dostawy dwóch ostatnich nastąpiły 26 kwietnia. Wszystkie cztery zostały przydzielone do DOKP Gdańsk i w 1960 roku zmieniono ich oznaczenia na SN60. Pojazdy tej serii od czasu rozpoczęcia eksploatacji były praktycznie przez cały czas przydzielone do MD Chojnice, gdzie obsługiwały w latach 60. głównie połączenia Chojnice – Lipusz – Gdynia Główna Osobowa oraz Chojnice – Bytów. W 1977 roku zostały przydzielone do lokomotywowni w Zajączkowie Tczewskim, gdzie SN60-02 jako pierwszy pojazd serii został skreślony ze stanu PKP 30 stycznia 1978 roku. Kolejne dwa egzemplarze o numerach 03 i 04 skreślono dnia 10 września 1979 roku. Pod koniec eksploatacji serii obsługiwały one jeszcze pociąg służbowy pomiędzy Tczewem i rejonami stacji rozrządowej w Zajączkowie. W listopadzie 1981 roku SN60-01 został przydzielony do lokomotywowni w Iławie gdzie nie wykonywał już żadnej pracy i po 26 latach od wpisania na stan PKP został skreślony ze stanu dnia 17 kwietnia 1982 roku.